# Eva Fleischer
Eva Fleischer, auch Eva Fleischer-Fischer (* 5. Mai 1922 als Eva Altistin in Breslau; † 8. Januar 2016 in Leipzig), war eine deutsche Opernsängerin (Alt) und Professorin an der Musikhochschule Leipzig.

## Leben
Fleischer absolvierte ein Studium an der Musikhochschule Leipzig, an der sie ab 1951 als Dozentin tätig war. Sie gehörte von 1959 bis 1966 dem Ensemble der Oper Leipzig an. In den 1960er Jahren wurde sie mehrfach von Bernhard Heisig porträtiert. Von 1966 bis 1982 war sie Professorin an der Musikhochschule Leipzig.
Sie war mit dem Pianisten Rudolf Fischer verheiratet.

## Auszeichnungen
- 2. Preis in der Kategorie Gesang, Internationaler Johann-Sebastian-Bach-Wettbewerb 1950
- Nationalpreis der DDR III. Klasse für Kunst und Literatur 1958 („für ihre Interpretation des deutschen und internationalen klassischen und fortschrittlichen Liedgutes, in der ihr Bekenntnis zu unserem Staate und zum Aufbau des Sozialismus zum Ausdruck kommt“)[2]
- Robert-Schumann-Preis der Stadt Zwickau (1983).

## Darstellung Eva Fleischers in der bildenden Kunst
- Bernhard Heisig: Eva Fleischer (Mischtechnik, 70 × 50 cm, 1964)[3]